# Davide Petrucci
Davide Petrucci (Roma, 5 ottobre 1991) è un calciatore italiano, centrocampista svincolato.

## Biografia
Nativo del quartiere di San Basilio, è tifoso della Roma. Ha un fratello, Danilo, che ha giocato nelle giovanili della squadra giallorossa, mentre suo cugino Daniele Petrucci è un allenatore di pugilato, in passato  pugile campione Italiano e europeo dei pesi Welter.

## Caratteristiche tecniche
Inizia la carriera da trequartista, per poi adattarsi – favorito da una discreta intelligenza tattica abbinata ad una buona visione di gioco – a regista, arretrando il proprio baricentro in modo da dettare i tempi di gioco e impostare l'azione. In grado di giocare con entrambi i piedi, nel suo repertorio rientrano l'abilità nel gioco aereo un buon dribbling che – unito alla rapidità di esecuzione – gli permette di saltare facilmente l'uomo e il tiro dalla distanza.
La sua carriera è stata spesso costellata da infortuni.

## Carriera

### Club
Dopo aver trascorso 7 anni nel vivaio della Roma, il 12 giugno 2008 lascia – in disaccordo con la società su questioni economiche legate al proprio contratto – i giallorossi per approdare nel settore giovanile del Manchester Utd in cambio di 200 mila sterline, come stabilito dai parametri FIFA, firmando un accordo da 120.000 euro all'anno, a fronte dei 20.000 offerti dalla Roma. Complici diversi problemi fisici – dovuti ad una pubalgia – non riesce a guadagnarsi un posto in prima squadra.
Il 9 gennaio 2013 passa in prestito al Peterborough Utd, in Championship. L'accordo prevedeva inizialmente il ritorno allo United in data 9 febbraio. Esordisce tra i professionisti il 12 gennaio contro il Nottingham Forest. Il 31 gennaio il prestito viene esteso fino a giugno. A causa di uno stiramento è costretto a terminare in anticipo la stagione. Il 2 settembre 2013 passa in prestito all'Anversa, nella seconda divisione belga. A gennaio le due società si accordano per la rescissione del prestito. Il 27 marzo 2014 viene ingaggiato in prestito dal Charlton fino a giugno.
Rescisso l'accordo con lo United, il 7 settembre 2014 passa a parametro zero al CFR Cluj, firmando un contratto annuale con opzione di rinnovo per altre due stagioni. Esordisce nel campionato rumeno il 18 ottobre in CFR Cluj-Dinamo Bucarest (2-1), subentrando al 73' al posto di Christian.
Il 29 agosto 2016 lascia il CFR Cluj – con cui ha vinto una Coppa di Romania – trasferendosi in Turchia al Çaykur Rizespor in cambio di 450.000 euro, firmando un accordo triennale. Il 13 luglio 2019 torna in Italia, accordandosi con l'Ascoli fino al 2021. Esordisce in Serie B il 24 agosto contro il Trapani. Il 5 ottobre 2020 viene tesserato dal Cosenza.
L'11 luglio 2021 passa a parametro zero all'Hapoel Be'er Sheva in Israele, firmando un biennale. Il 22 luglio esordisce nelle competizioni europee contro l'Arda Kărdžali, incontro preliminare valido per l'accesso alla fase a gironi di UEFA Europa Conference League, subentrando all'81' al posto di Roei Gordana.
Il 1º agosto 2023, dopo l'esperienza israeliana, rientra in Italia firmando con il Brindisi, in Serie C. Il centrocampista romano si lega ai biancoazzurri fino al 30 giugno 2025. Il 25 febbraio 2024 trova il suo primo gol in biancoazzurro, siglando su punizione il temporaneo pareggio sul campo della Casertana, nella partita poi persa 2 a 1.La stagione termina con la retrocessione del team pugliese in mezzo a forti problemi societari e cosi rimasto svincolato in estate si accorda con il Messina, sempre in Serie C.

### Nazionale
Conta diverse apparizioni con le selezioni giovanili azzurre.

## Statistiche

### Presenze e reti nei club
Statistiche aggiornate al 17 maggio 2025.
| Stagione                 | Squadra                  | Campionato               | Campionato | Campionato | Coppe nazionali | Coppe nazionali | Coppe nazionali | Coppe continentali | Coppe continentali | Coppe continentali | Altre coppe | Altre coppe | Altre coppe | Totale | Totale |
| Stagione                 | Squadra                  | Comp                     | Pres       | Reti       | Comp            | Pres            | Reti            | Comp               | Pres               | Reti               | Comp        | Pres        | Reti        | Pres   | Reti   |
| ------------------------ | ------------------------ | ------------------------ | ---------- | ---------- | --------------- | --------------- | --------------- | ------------------ | ------------------ | ------------------ | ----------- | ----------- | ----------- | ------ | ------ |
| gen.-giu. 2013           | Peterborough Utd         | FLC                      | 4          | 1          | FACup+CdL       | -               | -               | -                  | -                  | -                  | -           | -           | -           | 4      | 1      |
| 2013-gen. 2014           | Anversa                  | D2                       | 12         | 1          | CB              | 0               | 0               | -                  | -                  | -                  | -           | -           | -           | 12     | 1      |
| gen.-mar. 2014           | Manchester Utd           | PL                       | 0          | 0          | FACup+CdL       | 0               | 0               | UCL                | 0                  | 0                  | CS          | -           | -           | 0      | 0      |
| mar.-giu. 2014           | Charlton                 | FLC                      | 5          | 0          | FACup+CdL       | -               | -               | -                  | -                  | -                  | -           | -           | -           | 5      | 0      |
| 2014-2015                | CFR Cluj                 | L1                       | 14         | 1          | CR+CdL          | 3+0             | 0               | UEL                | -                  | -                  | -           | -           | -           | 17     | 1      |
| 2015-2016                | CFR Cluj                 | L1                       | 25+13      | 1+3        | CR+CdL          | 5+2             | 0               | -                  | -                  | -                  | -           | -           | -           | 45     | 4      |
| ago. 2016                | CFR Cluj                 | L1                       | 6          | 2          | CR+CdL          | 0+1             | 0               | -                  | -                  | -                  | SR          | 1           | 0           | 8      | 2      |
| Totale CFR Cluj          | Totale CFR Cluj          | Totale CFR Cluj          | 58         | 7          |                 | 11              | 0               |                    | -                  | -                  |             | 1           | 0           | 70     | 7      |
| ago. 2016-2017           | Çaykur Rizespor          | SL                       | 30         | 2          | TK              | 6               | 1               | -                  | -                  | -                  | -           | -           | -           | 36     | 3      |
| 2017-2018                | Çaykur Rizespor          | 1L                       | 15         | 0          | TK              | 0               | 0               | -                  | -                  | -                  | -           | -           | -           | 15     | 0      |
| 2018-2019                | Çaykur Rizespor          | SL                       | 10         | 0          | TK              | 3               | 0               | -                  | -                  | -                  | -           | -           | -           | 13     | 0      |
| Totale Çaykur Rizespor   | Totale Çaykur Rizespor   | Totale Çaykur Rizespor   | 55         | 2          |                 | 9               | 1               |                    | -                  | -                  |             | -           | -           | 64     | 3      |
| 2019-2020                | Ascoli                   | B                        | 28         | 0          | CI              | 2               | 0               | -                  | -                  | -                  | -           | -           | -           | 30     | 0      |
| set.-ott. 2020           | Ascoli                   | B                        | 1          | 0          | CI              | 0               | 0               | -                  | -                  | -                  | -           | -           | -           | 1      | 0      |
| Totale Ascoli            | Totale Ascoli            | Totale Ascoli            | 29         | 0          |                 | 2               | 0               |                    | -                  | -                  |             | -           | -           | 31     | 0      |
| ott. 2020-2021           | Cosenza                  | B                        | 23         | 0          | CI              | 1               | 1               | -                  | -                  | -                  | -           | -           | -           | 24     | 1      |
| 2021-2022                | Hapoel Be'er Sheva       | Lh                       | 15         | 1          | CI+CdL          | 0+2             | 0               | UECL               | 6                  | 0                  | -           | -           | -           | 23     | 1      |
| 2022-2023                | Hapoel Be'er Sheva       | Lh                       | 0          | 0          | CI+CdL          | 0               | 0               | UECL               | 0                  | 0                  | SI          | 0           | 0           | 0      | 0      |
| Totale Hapoel Beer Sheva | Totale Hapoel Beer Sheva | Totale Hapoel Beer Sheva | 15         | 1          |                 | 2               | 0               |                    | 6                  | 0                  |             | 0           | 0           | 23     | 1      |
| 2023-2024                | Brindisi                 | C                        | 25         | 2          | CI-C            | 2               | 0               | -                  | -                  | -                  | -           | -           | -           | 27     | 2      |
| 2024-2025                | Messina                  | C                        | 27+2       | 1          | CI-C            | -               | -               | -                  | -                  | -                  | -           | -           | -           | 30     | 1      |
| Totale carriera          | Totale carriera          | Totale carriera          | 255        | 14         |                 | 27              | 2               |                    | 6                  | 0                  |             | 1           | 0           | 289    | 16     |

## Palmarès

### Club

#### Competizioni nazionali
- Coppa di Romania: 1

CFR Cluj: 2015-2016
- TFF 1. Lig: 1

Çaykur Rizespor: 2017-2018
- Coppa d'Israele: 1

Hapoel Be'er Sheva: 2021-2022
- Supercoppa d'Israele: 1

Hapoel Be'er Sheva: 2022